# Badacsonytördemic
Badacsonytördemic is een plaats (község) en gemeente in het Hongaarse comitaat Veszprém. Badacsonytördemic telt 872 inwoners (2001).